# Szymon Starowolski

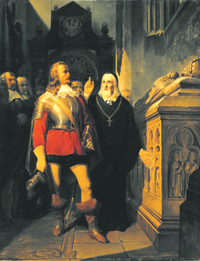
Szymon Starowolski mit Karl X. Gustav am Grab von König Ladislaus Ellenlang in der Wawel-Kathedrale, gemalt von Jan Matejko

Szymon Starowolski (auch: Simon Starovolscius, * 1588 in Starowola, Polen-Litauen; † 1656 in Krakau, ebenda) war ein polnischer Universalgelehrter, Präzeptor, Schriftsteller des Barocks, Historiker, Kantor, Kanoniker und Prediger. Starowolski war adliger Abstammung. Seine Familie gehörte möglicherweise der Wappengemeinschaft Leliwa oder Łodzia an.

## Leben
Starowolski stammte aus einer litauischen Bojarenfamilie aus dem heutigen Belarus. Er war Höfling des Königlichen Großkanzlers und Großhetman der polnischen Krone Jan Zamoyski. Starowolski studierte von 1612 bis 1618 an der Krakauer Akademie. Er war danach Dozent im Zisterzienserkloster Wąchock. Ab 1620 war er Sekretär von Jan Karol Chodkiewicz, mit dem er an der Schlacht bei Chocim (1621) teilnahm. Gleichzeitig war er Präzeptor zahlreicher Magnatensöhne, unter anderem Janusz Ostrogski und Konstanty Wasyl Ostrogski, mit denen er das Heilige Römische Reich, die Niederlande, Frankreich und Italien bereiste. Auch mit Stefan Potocki und mit Aleksander Koniecpolski machte er eine Grande Tour durch Europa. 1639 nahm er auf Anraten von Bischof Jakub Zadzik die priesterlichen Weihen an und wurde Kantor in Tarnów. In den Jahren 1652 bis 1653 verweilte er in Rom. Nach seiner Rückkehr nahm er eine Pfarrstelle in Bączal Dolny an. 1655 wurde er Kanoniker in Krakau. Während der Schwedischen Sintflut besetzte Karl X. Gustav mit Paul Würtz 1655 Krakau. Starowolski führte nach dem Fall Krakaus den Schwedenkönig durch die Wawel-Kathedrale. Kurze Zeit darauf starb Starowolski und wurde in der Wawel-Kathedrale beigesetzt. Starowolski schrieb über 70 Werke, meist auf Latein, einige auf Polnisch.